# كهف ألاميدا
كهف ألاميدا (بالإنجليزية: Alameda Grotto)‏ هو كهف يقع ضمن أقاليم ما وراء البحار البريطانية في منطقة جبل طارق التابعة للتاج البريطاني.